# Pretty Ugly
Pretty Ugly è un singolo della cantante svedese Zara Larsson, pubblicato il 25 aprile 2025 come primo estratto dal quinto album in studio Midnight Sun.

## Video musicale
Il video è stato reso disponibile in concomitanza con l'uscita del singolo attraverso il canale YouTube della cantante. È stato diretto da Charlotte Rutherford e coreografato da Zoi Tatopoulos.

## Tracce
Testi e musiche di Zara Larsson, Uzoechi Emenike, Helena Gao e Margo Wildman.
1. Pretty Ugly – 2:39

## Classifiche
| Classifica (2025) | Posizione massima |
| ----------------- | ----------------- |
| Norvegia          | 61                |
| Svezia            | 14                |